# Championnat du monde masculin de course scratch
Le Championnat du monde de course scratch masculin est le championnat du monde de la course scratch organisé annuellement par l'UCI dans le cadre des Championnats du monde de cyclisme sur piste.

## Historique
En 2023, l'UCI a choisi d'aligner les distances entre hommes et femme et la distance passe de 15 à 10 kilomètres à partir de janvier 2025.

## Palmarès
| Édition | Or                        | Argent                      | Bronze                    |
| ------- | ------------------------- | --------------------------- | ------------------------- |
| 2002    | Franco Marvulli (SUI)     | Tony Gibb (GBR)             | Stefan Steinweg (GER)     |
| 2003    | Franco Marvulli (SUI)     | Robert Sassone (FRA)        | Jean-Pierre van Zyl (RSA) |
| 2004    | Gregory Henderson (NZL)   | Robert Slippens (NED)       | Walter Pérez (ARG)        |
| 2005    | Alex Rasmussen (DEN)      | Gregory Henderson (NZL)     | Matthew Gilmore (BEL)     |
| 2006    | Jérôme Neuville (FRA)     | Ángel Darío Colla (ARG)     | Ioánnis Tamourídis (GRE)  |
| 2007    | Wong Kam Po (HKG)         | Wim Stroetinga (NED)        | Rafał Ratajczyk (POL)     |
| 2008    | Aliaksandr Lisouski (BLR) | Wim Stroetinga (NED)        | Roger Kluge (GER)         |
| 2009    | Morgan Kneisky (FRA)      | Ángel Darío Colla (ARG)     | Andreas Müller (AUT)      |
| 2010    | Alex Rasmussen (DEN)      | Juan Esteban Arango (COL)   | Kazuhiro Mori (JPN)       |
| 2011    | Kwok Ho Ting (HKG)        | Elia Viviani (ITA)          | Morgan Kneisky (FRA)      |
| 2012    | Ben Swift (GBR)           | Nolan Hoffman (RSA)         | Wim Stroetinga (NED)      |
| 2013    | Martyn Irvine (IRL)       | Andreas Müller (AUT)        | Luke Davison (AUS)        |
| 2014    | Ivan Kovalev (RUS)        | Martyn Irvine (IRL)         | Cheung King Lok (HKG)     |
| 2015    | Lucas Liss (GER)          | Albert Torres (ESP)         | Bobby Lea (USA)           |
| 2016    | Sebastián Mora (ESP)      | Ignacio Prado (MEX)         | Claudio Imhof (SUI)       |
| 2017    | Adrian Tekliński (POL)    | Lucas Liss (GER)            | Christopher Latham (GBR)  |
| 2018    | Yauheni Karaliok (BLR)    | Michele Scartezzini (ITA)   | Callum Scotson (AUS)      |
| 2019    | Sam Welsford (AUS)        | Roy Eefting (NED)           | Thomas Sexton (NZL)       |
| 2020    | Yauheni Karaliok (BLR)    | Simone Consonni (ITA)       | Sebastián Mora (ESP)      |
| 2021    | Donavan Grondin (FRA)     | Tuur Dens (BEL)             | Rhys Britton (GBR)        |
| 2022    | Dylan Bibic (CAN)         | Kazushige Kuboki (JPN)      | Roy Eefting (NED)         |
| 2023    | William Tidball (GBR)     | Kazushige Kuboki (JPN)      | Tuur Dens (BEL)           |
| 2024    | Kazushige Kuboki (JPN)    | Tobias Aagaard Hansen (DEN) | Clément Petit (FRA)       |

## Bilan
| Rang | Coureur             | Pays             | Médaille d'or, Coupe du Monde | Médaille d'argent, Coupe du Monde | Médaille de bronze, Coupe du Monde | Total |
| ---- | ------------------- | ---------------- | ----------------------------- | --------------------------------- | ---------------------------------- | ----- |
| 1    | Yauheni Karaliok    | Biélorussie      | 2                             | 0                                 | 0                                  | 2     |
| 1    | Franco Marvulli     | Suisse           | 2                             | 0                                 | 0                                  | 2     |
| 1    | Alex Rasmussen      | Danemark         | 2                             | 0                                 | 0                                  | 2     |
| 4    | Kazushige Kuboki    | Japon            | 1                             | 2                                 | 0                                  | 3     |
| 5    | Gregory Henderson   | Nouvelle-Zélande | 1                             | 1                                 | 0                                  | 2     |
| 5    | Martyn Irvine       | Irlande          | 1                             | 1                                 | 0                                  | 2     |
| 5    | Lucas Liss          | Allemagne        | 1                             | 1                                 | 0                                  | 2     |
| 8    | Morgan Kneisky      | France           | 1                             | 0                                 | 1                                  | 2     |
| 8    | Sebastián Mora      | Espagne          | 1                             | 0                                 | 1                                  | 2     |
| 10   | Dylan Bibic         | Canada           | 1                             | 0                                 | 0                                  | 1     |
| 10   | Kwok Ho Ting        | Hong Kong        | 1                             | 0                                 | 0                                  | 1     |
| 10   | Ivan Kovalev        | Russie           | 1                             | 0                                 | 0                                  | 1     |
| 10   | Aliaksandr Lisouski | Biélorussie      | 1                             | 0                                 | 0                                  | 1     |
| 10   | Jérôme Neuville     | France           | 1                             | 0                                 | 0                                  | 1     |
| 10   | Wong Kam Po         | Hong Kong        | 1                             | 0                                 | 0                                  | 1     |
| 10   | Ben Swift           | Grande-Bretagne  | 1                             | 0                                 | 0                                  | 1     |
| 10   | Adrian Tekliński    | Pologne          | 1                             | 0                                 | 0                                  | 1     |
| 10   | William Tidball     | Grande-Bretagne  | 1                             | 0                                 | 0                                  | 1     |

| Rang  | Pays             | Médaille d'or, Coupe du Monde | Médaille d'argent, Coupe du Monde | Médaille de bronze, Coupe du Monde | Total |
| ----- | ---------------- | ----------------------------- | --------------------------------- | ---------------------------------- | ----- |
| 1     | France           | 3                             | 1                                 | 2                                  | 6     |
| 2     | Biélorussie      | 3                             | 0                                 | 0                                  | 3     |
| 3     | Grande-Bretagne  | 2                             | 1                                 | 2                                  | 5     |
| 4     | Hong Kong        | 2                             | 0                                 | 1                                  | 3     |
| 4     | Suisse           | 2                             | 0                                 | 1                                  | 3     |
| 6     | Danemark         | 2                             | 1                                 | 0                                  | 3     |
| 7     | Japon            | 1                             | 2                                 | 1                                  | 4     |
| 8     | Allemagne        | 1                             | 1                                 | 2                                  | 4     |
| 9     | Nouvelle-Zélande | 1                             | 1                                 | 1                                  | 3     |
| 9     | Espagne          | 1                             | 1                                 | 1                                  | 3     |
| 11    | Irlande          | 1                             | 1                                 | 0                                  | 2     |
| 12    | Australie        | 1                             | 0                                 | 2                                  | 3     |
| 13    | Pologne          | 1                             | 0                                 | 1                                  | 2     |
| 14    | Canada           | 1                             | 0                                 | 0                                  | 1     |
| 14    | Russie           | 1                             | 0                                 | 0                                  | 1     |
| 16    | Pays-Bas         | 0                             | 4                                 | 2                                  | 6     |
| 17    | Italie           | 0                             | 3                                 | 0                                  | 3     |
| 18    | Argentine        | 0                             | 2                                 | 1                                  | 3     |
| 19    | Belgique         | 0                             | 1                                 | 2                                  | 3     |
| 20    | Afrique du Sud   | 0                             | 1                                 | 1                                  | 2     |
| 20    | Autriche         | 0                             | 1                                 | 1                                  | 2     |
| 22    | Colombie         | 0                             | 1                                 | 0                                  | 1     |
| 22    | Mexique          | 0                             | 1                                 | 0                                  | 1     |
| 24    | États-Unis       | 0                             | 0                                 | 1                                  | 1     |
| 24    | Grèce            | 0                             | 0                                 | 1                                  | 1     |
| Total | Total            | 23                            | 23                                | 23                                 | 69    |